# 桂精機製作所
株式会社桂精機製作所（かつらせいきせいさくしょ、英称： Katsura.co.,Ltd ）は、神奈川県横浜市神奈川区栄町1-1に本社を置く、燃焼設備機器製造の企業。
1964年東京オリンピックの聖火台バーナーを製作をしたことで知られる。

## 沿革
- 1951年1月 - 丸茂製作所を創業
- 1955年6月 - 株式会社 桂精機製作所設立
- 1956年10月 - 日本初の直圧式ハンドトーチバーナーを開発
- 1964年9月 - 1964年東京オリンピック聖火台バーナー製作
- 1997年
  - 6月 - 1998年長野オリンピック聖火リレートーチを受注
  - 10月 - 東京瓦斯電炉株式会社を100％子会社とする
- 2000年
  - 4月 - 新日本パイピング株式会社（現・カツラプランテック）を100％子会社とする
  - 5月 - 本社移転
- 2011年5月 - カツラベトナム設立